# Janko Lozar Mrevlje
Janko Lozar Mrevlje,  slovenski filozof in profesor, * 4. april 1973, Črnomelj.
Janko Lozar Mrevlje je redni profesor na oddelku za filozofijo Filozofske fakultete Univerze v Ljubljani, večkrat pa je kot predavatelj sodeloval tudi na domačih in mednarodnih filozofskih srečanjih. Je tudi urednik časopisa Anthropos, član upravnega odbora Slovenskega filozofskega društva in koordinator filozofskega CEEPUS programa Philosophy and Interdisciplinarity. V svojem raziskovalnem delu razmišlja o nihilizmu, krizi evropske umnosti in zgodovini biti v povezavi z Nietzschejem, Husserlom in Heideggerjem.

## Življenje
Janko Lozar Mrevlje se je rodil 4. aprila 1973 v Črnomlju. Obiskoval je Osnovno šolo Mirana Jarca Črnomelj, šolanje pa je nato nadaljeval na Srednji šoli Črnomelj. Po srednji šoli se je vpisal na visokošolski študij na Filozofski fakulteti Univerze v Ljubljani, ki ga je leta 2000 zaključil kot univerzitetni prevajalec iz angleškega jezika in profesor filozofije z diplomo Nihilizem in dekadenca. Od leta 2003 do 2005 je bil zaposlen kot mladi raziskovalec na oddelku za filozofijo, da bi leta 2005 zaključil doktorski študij z disertacijo Eksistenciali in razpoloženja pod mentorstvom akademika zaslužnega profesorja doktor Tineta Hribarja. Nato se je oktobra 2006 zaposlil kot asistent na oddelku za filozofijo Filozofske fakultete v Ljubljani. Leta 2009 je postal docent filozofije, leta 2014 isredni profesor, leta 2019 pa redni profesor. Predava predmete fenomenologija, fenomenologija in filozofija religije, slovenska filozofija in uvod v filozofijo.
Poleg poučevanja na Filozofski fakulteti v Ljubljani je kot predavatelj sodeloval na več domačih in mednarodnih filozofskih srečanjih. Je tudi urednik časopisa Anthropos, član upravnega odbora Slovenskega filozofskega društva in koordinator filozofskega CEEPUS programa Philosophy and Interdisciplinarity.

## Raziskovalno delo
Njegovo raziskovalno delo se umešča v fenomenološko polje in izhaja predvsem iz razmislekov o nihilizmu, krizi evropske umnosti in zgodovini biti, kot so jih razvijali Nietzsche, Husserl in Heidegger.

## Dela

### Dela v slovenščini
- Seznam del v slovenščini
- Vedrenje vedrine (2011)
- Fenomenologija razpoloženja (2012)
- Nietzsche skozi nihilizem (2015)
- Nietzsche in Heidegger – ubranosti naproti (2016)
- Uvod v fenomenologijo: veliki prelom (2018)

### Članki in dela v tujih jezikih
- Nietzsche kroz nihilizam
- Boredom with Husserl and Beyond
- Descartes, the Pioneer of the Enlightenment
- Kierkegaard, Heidegger and us moderns
- Ontologijcal dimension of mechanical activity
- Suspension of phenomenological judgement of scientific naivety
- A Short History of Protagoras’ Philosophy
- Debordering the Borders of Time: Towards the Primordiality of Hospitality

### Kratek pregled del v slovenščini
V svojem prvencu Vedrenje vedrine Lozar vedrino med drugimi razume kot zmožnost za subjektivnost oziroma celo za razvito subjektivnost. V kontekstu novejše filozofije si izrazito prizadeva za samostojnost svojega razmišljanja in tu vidno izstopa njegov poskus utemeljevanja dojemanja na podlagi enakovrednega upoštevanja doživljaja in anticipacije. Dobrobit bivanja je dojeta kot domovanje v vsakem kotičku sveta in filozofija, ki jo odteguje vsakršnemu čistunstvu, naj nikdar več ne bo sredstvo za zasvojenost duše s čisto teorijo in kakšnim ideološko vseosvobajajočim napredkom.
Delo Fenomenologija razpoloženja se ukvarja in razmišlja o razpoloženju. Po avtorjevem mnenju je razprtost razpoloženja tista, v kateri se človek sebi razkrije kot človek, saj je počutje izvorni način biti tubiti. Pravi, da je prišel čas, da razpoloženje strahospoštovanja nadomestimo z vedro spoštljivostjo, pri čemer se spušča v dialog s Heideggrjem in Nietzschejem. Sooča nas z vprašanjem, »kako se bit kot reprezentacija kaže v razmišljanjih o afektivnem, emocionalnem razpoloženju pri novoveških mislecih«, in pri tem ugotavlja, da »mišljenje, ki se giblje naproti razpoloženju, ne opušča tradicije kot golega odsenčenja napredujočega uma (Hegel), niti ne odkriva nečesa novega«.
Nietzsche skozi nihilizem pred bralca postavlja avtorjevo osebno genezo, saj se pričujoči tekst umešča v genezo mišljenja, ki se na stezah Nietzschejeve in Heideggrove misli izteka v vedrino Lozarjevega filozofskega prvenca Vedrenje vedrine, ter genezo nihilizma, začenši z antiko pa vse semkaj do položaja modernega človeka, usodno ukalupljenega v zgodovino evropske metafizike. V knjigi avtor želi odgovoriti na vprašanje, ali je Nitzsche nihilizem premagal ali je ostal v njegovem primežu. Prvi del knjige razgrne pogoje za vznik nihilizma v interpretaciji filozofa M. A. Gillespieja, drugi del pa je posvečen interpretaciji Martina Heideggrja.
Monografija Nietzsche in Heidegger: ubranosti naproti obsega deset v knjižno celoto vpetih in v ta namen prilagojenih avtorskih člankov, objavljenih pri nas in v tujini med letoma 2002 in 2014, ter še neobjavljeno poglavje »Heideggrova subverzija Protagore«. Rdeča nit je ubranost, ki nosi več pomenov. Delo je razdeljeno na tri sklope; v prvem sklopu, naslovljenim s Sporna vzajemnost Nietscheja in Heideggra,  se ukvarja s spornostjo razmerja; v drugem sklopu z naslovom Vzamjemnost Nitzscheja in Heideggra pa nagovarja njuno vzajemnost. V zadjem sklopu, ki nosi naslov Z Nietzschejem in Hedeggrom v interpretacijo, se avtor navezuje tudi na druge filozofe in mislece.
Uvod v fenomenologijo: veliki prelom je Lozarjev univerzitetni učbenik. Obsega osnovne pojme fenomenološke filozofije, kot sta jo razvijala njen utemeljitelj Edmund Husserl in njegov naslednik Martin Heidegger. Osredotoča se na veliki prelom znotraj fenomenologije in novoveške filozofije nasploh, ki bi se lahko imenoval metafizični prelom subjekta. Učbenik obsega dve poglavji, in sicer: Husserlova fenomenologija in Heideggrova fenomenologija. Vsako poglavje se zaključi z naborom temeljnih pojmov v besedilu, ki služijo kot kratka vsebinska in etimološka pojasnitev.